# 本山
本山（ほんざん）は、日本の仏教の特定の宗派内において、特別な位置づけをされている寺院を指す。上方本寺ともいう。宗派によっては中枢機能を有する寺院も多い。対義語は末寺。
位置づけによって、総本山、大本山、別格本山、本山などの区別があるほか、宗派によってそれぞれの用法が異なり、使用されないこともある。たとえ寺院が山中と呼べる場所に無くても、「本山」と呼ばれることは多い。
また、日本仏教以外の宗教においても、例えば「バチカン市国はカトリックの総本山で…」のように便宜的に、また、日常的に使用されることがある。

## 起源
いつ頃に成立したのかは不明であるが、江戸時代に入り、宗教統制のために本山・末寺の制度を本末制度として強化し、各宗派の本山を統制することで、仏教界全体を統制した。